# Lukas Graham (2015-album)
Lukas Graham (også kendt som Lukas Graham (Blue Album)) er det andet studiealbum af den danske soul-popgruppe Lukas Graham. Det udkom den 16. juni 2015 på Copenhagen Records. Albummet blev udgivet uden forvarsel, og bærer både samme titel som debutalbummet fra 2012, samt samme coverbillede af Lars Helwegs maleri "Damen med flaskerne", nu blot i blå toner. Om albummet har forsanger Lukas Graham Forchhammer udtalt: "Målet med dette album er at få folk til at grine, danse og græde - alt sammen inden for én time. Men frem for alt håber jeg, at det skinner igennem, hvor dybt vi elsker det, vi gør, og hvorfor vi gør det".
Albummet er produceret bandmedlemmerne Stefan Forrest og Morten Ristorp under navnet Future Animals, Morten "Pilo" Pilegaard, og amerikanske Brody Brown. Det indeholder 12 sange, heriblandt en ny version af "Happy Home", som blev udgivet sammen med dj'en Rasmus Hedegaard i 2014.
Lukas Graham (Blue Album) har affødt singlerne "Mama Said", "Strip No More" og "7 Years", der alle har ligget nummer ét på hitlisten i Danmark. Albummet blev udgivet i resten af Europa den 23. oktober 2015.
I slutningen af 2013 skrev bandet kontrakt med det amerikanske selskab Warner Bros. Records. Albummet udkom internationaly den 1. april 2016 på Warner Bros. Records. Albummet var oprindeligt planlagt til at udkomme den 25. marts 2016. Albummet indeholder ni sange fra det oprindelig album, samt singlerne "Drunk in the Morning" og "Better Than Yourself" fra det selv-betitlede debutalbum fra 2012.

## Singler
"Mama Said" blev udgivet den 23. juni 2014 som albummets første single. Singlen blev nummer ét i Danmark. "Mama Said" var den 12. mest downloadede single i Danmark i 2014. Singlen blev også et stort hit i Norge, med en tredjeplads på hitlisten.
"Strip No More" udkom som albummets anden single på albummets udgivelsesdato den 16. juni 2015. Singlen blev nummer ét i Danmark.
"7 Years" blev udgivet som albummets tredje single i Danmark den 18. september 2015. Singlen blev Lukas Grahams femte nummer ét-hit i Danmark. I november 2015 modtog singlen dobbelt platin i Danmark.
I resten af Europa blev singlen udgivet den 9. oktober 2015. I USA udkom "7 Years" og "Mama Said" den 22. oktober 2015. "7 Years" blev et top-hit i Belgien, Finland, Holland, Norge, Schweiz, Sverige, og Østrig, og et top 20 hit i Tyskland.

## Spor
| 1.  | "7 Years"                       | Lukas Forchammer, Stefan Forrest, Morten Ristorp, Morten Pilegaard                           | Future Animals, Pilo                       | 3:57 |
| 2.  | "Take the World By Storm"       | Forchammer, Forrest, Ristorp, Ross Golan, Pilegaard                                          | Future Animals, Pilo                       | 3:11 |
| 3.  | "Mama Said"                     | Forchammer, Forrest, Ristorp, Pilegaard                                                      | Future Animals, Pilo                       | 3:26 |
| 4.  | "Happy Home"                    | Forchammer, Rasmus Hedegaard, Christian Bach Worsøe, Pilegaard, Ristorp, Forrest             | Hedegaard, Future Animals, Pilo, Worsøe[a] | 3:37 |
| 5.  | "Hayo"                          | Forchammer, Forrest, Magnus "Magnum" Larsson, Ristorp, Pilegaard, Christopher Steven Brown   | Future Animals, Pilo, Brody Brown[b]       | 2:52 |
| 6.  | "When I Woke Up..." (Interlude) | Forchammer, Forrest, Ristorp, David Greenbaum, Pilegaard                                     | Greenbaum                                  | 0:49 |
| 7.  | "Don't You Worry 'Bout Me"      | Forchammer, Forrest, Ristorp, Brandon O'Bryant Beal, Pilegaard                               | Future Animals, Pilo                       | 3:10 |
| 8.  | "What Happened to Perfect"      | Forchammer, Forrest, Ristorp, Golan, Pilegaard, Brown                                        | Future Animals, Pilo, Brown[b]             | 3:56 |
| 9.  | "Playtime"                      | Forchammer, Ristorp, Jim Duguid, Pilegaard                                                   | Future Animals, Pilo                       | 4:12 |
| 10. | "Strip No More"                 | Forchammer, Forrest, Ristorp, Mark "Lovestick" Falgren, Beal, Sebastian Fogh, Larsson, Brown | Future Animals, Pilo, Brown[b]             | 3:27 |
| 11. | "You're Not There"              | Forchammer, Forrest, Ristorp, James Alan, Pilegaard                                          | Future Animals, Pilo                       | 3:21 |
| 12. | "Funeral"                       | Forchammer, Forrest, Ristorp, Golan, Pilegaard, Brown                                        | Future Animals, Pilo, Brown[b]             | 4:04 |

| 1.  | "7 Years"                                    | Lukas Forchammer, Stefan Forrest, Morten Ristorp, Morten Pilegaard                         | Future Animals, Pilo                       | 3:57 |
| 2.  | "Take the World By Storm"                    | Forchammer, Forrest, Ristorp, Ross Golan, Pilegaard                                        | Future Animals, Pilo                       | 3:11 |
| 3.  | "Drunk in the Morning"                       | Forchammer, Sebastian Fogh, Ristorp, Forrest, Magnús Larsson, Mark "Lovestick" Falgren     | Future Animals, Pilo, Brown[b]             | 3:30 |
| 4.  | "When I Woke Up..." (Interlude)              | Forchammer, Forrest, Ristorp, David Greenbaum, Pilegaard                                   | Greenbaum                                  | 0:49 |
| 5.  | "Moving Alone"                               | Forchammer, Fogh, Forrest                                                                  | BackBone                                   | 4:22 |
| 6.  | "Better Than Yourself (Criminal Mind Pt. 2)" | Forchammer, Rasmus Hedegaard, Beal                                                         | Hedegaard, Future Animals, Pilo            | 4:22 |
| 7.  | "Mama Said"                                  | Forchammer, Forrest, Ristorp, Pilegaard                                                    | Future Animals, Pilo                       | 3:26 |
| 8.  | "Happy Home"                                 | Forchammer, Rasmus Hedegaard, Christian Bach Worsøe, Pilegaard, Ristorp, Forrest           | Hedegaard, Future Animals, Pilo, Worsøe[a] | 3:37 |
| 9.  | Unavngivet                                   | Forchammer, Forrest, Magnus "Magnum" Larsson, Ristorp, Pilegaard, Christopher Steven Brown | Future Animals, Pilo, Brody Brown[b]       | 2:52 |
| 10. | "What Happened to Perfect"                   | Forchammer, Forrest, Ristorp, Golan, Pilegaard, Brown                                      | Future Animals, Pilo, Brown[b]             | 3:56 |
| 11. | "When You're with Me" (Interlude)            | Forchammer, Fogh, Ristorp, Forrest                                                         | BackBone                                   | 1:07 |
| 12. | "Strip No More"                              | Forchammer, Forrest, Ristorp, Falgren, Beal, Fogh, Larsson, Brown                          | Future Animals, Pilo, Brown[b]             | 3:27 |
| 13. | "You're Not There"                           | Forchammer, Forrest, Ristorp, James Alan, Pilegaard                                        | Future Animals, Pilo                       | 3:21 |
| 14. | "Funeral"                                    | Forchammer, Forrest, Ristorp, Golan, Pilegaard, Brown                                      | Future Animals, Pilo, Brown[b]             | 4:04 |

| 1.  | "7 Years"                                    | Lukas Forchammer, Stefan Forrest, Morten Ristorp, Morten Pilegaard                     | Future Animals, Pilo                       | 3:57 |
| 2.  | "Take the World By Storm"                    | Forchammer, Forrest, Ristorp, Ross Golan, Pilegaard                                    | Future Animals, Pilo                       | 3:11 |
| 3.  | "Mama Said"                                  | Forchammer, Forrest, Ristorp, Pilegaard                                                | Future Animals, Pilo                       | 3:26 |
| 4.  | "Happy Home"                                 | Forchammer, Rasmus Hedegaard, Christian Bach Worsøe, Pilegaard, Ristorp, Forrest       | Hedegaard, Future Animals, Pilo, Worsøe[a] | 3:37 |
| 5.  | "Drunk in the Morning"                       | Forchammer, Sebastian Fogh, Ristorp, Forrest, Magnús Larsson, Mark "Lovestick" Falgren | Future Animals, Pilo, Brown[b]             | 3:30 |
| 6.  | "Better Than Yourself (Criminal Mind Pt. 2)" | Forchammer, Rasmus Hedegaard, Beal                                                     | Hedegaard, Future Animals, Pilo            | 4:22 |
| 7.  | "Don't You Worry 'Bout Me"                   | Forchammer, Forrest, Ristorp, Brandon O'Bryant Beal, Pilegaard                         | Future Animals, Pilo                       | 3:10 |
| 8.  | "What Happened to Perfect"                   | Forchammer, Forrest, Ristorp, Golan, Pilegaard, Brown                                  | Future Animals, Pilo, Brown[b]             | 3:56 |
| 9.  | "Strip No More"                              | Forchammer, Forrest, Ristorp, Falgren, Beal, Fogh, Larsson, Brown                      | Future Animals, Pilo, Brown[b]             | 3:27 |
| 10. | "You're Not There"                           | Forchammer, Forrest, Ristorp, James Alan, Pilegaard                                    | Future Animals, Pilo                       | 3:21 |
| 11. | "Funeral"                                    | Forchammer, Forrest, Ristorp, Golan, Pilegaard, Brown                                  | Future Animals, Pilo, Brown[b]             | 4:04 |

Noter
- ↑[a] angiver yderligere produktion
- ↑[b] angiver co-producer

## Hitlister
| Hitliste (2015)          | Højeste placering |
| ------------------------ | ----------------- |
| Danmark (Album Top-40)   | 1                 |
| Tyskland (Media Control) | 28                |

| Hitliste (2015) | Placering |
| --------------- | --------- |
| Danmark         | 2         |
| Hitliste (2016) | Placering |
| Danmark         | 2         |
| Hitliste (2017) | Placering |
| Danmark         | 11        |
| Hitliste (2018) | Placering |
| Danmark         | 8         |

| Land (Organisation) | Certificering |
| ------------------- | ------------- |
| Danmark (IFPI)      | 9× Platin     |

## Udgivelseshistorik
| Land     | Dato             | Pladeselskab                               |
| -------- | ---------------- | ------------------------------------------ |
| Danmark  | 16. juni 2015    | Then We Take The World, Copenhagen Records |
| Tyskland | 23. oktober 2015 | Then We Take The World, Copenhagen Records |
| Schweiz  | 23. oktober 2015 | Then We Take The World, Copenhagen Records |
| Østrig   | 23. oktober 2015 | Then We Take The World, Copenhagen Records |
| Finland  | 30. oktober 2015 | Then We Take The World, Copenhagen Records |
| Norge    | 30. oktober 2015 | Then We Take The World, Copenhagen Records |
| Sverige  | 30. oktober 2015 | Then We Take The World, Copenhagen Records |